# Azeta uncas
Azeta uncas är en fjärilsart som beskrevs av Achille Guenée 1852. Azeta uncas ingår i släktet Azeta och familjen nattflyn. Inga underarter finns listade i Catalogue of Life.